# Never Mind the Bollocks, Here's the Sex Pistols
Never Mind the Bollocks, Here's the Sex Pistols je edini studijski album angleške punk rock skupine Sex Pistols. Tako oboževalci kot kritiki so ocenili album kot zelo pomemben v zgodovini rock glasbe, ki je pustil trajen pečat na poznejših punk rock glasbenikih in ostalih glasbenih žanrih, pri katerih je moč zaznati vpliv tovrstnih punk rock glasbenikov. Leta 2003 je bil album uvrščen na seznam petstotih najboljših albumov vseh časov po reviji Rolling Stone, zasedel je 41. mesto.

## Pregled
Delovni naslov albuma je bil "God Save The Sex Pistols", vendar so naposled izbrali bolj udarni naslov "Never Mind The Bollocks, Here's The Sex Pistols" po frazi kitarista Steve Jonesa. Ob izidu albuma je skupina postala še bolj kontroverzna, ko je policija nasprotovala naslovu albuma, ki je bil razstavljen ob oknu trgovine. Sex Pistols so bili obtoženi na podlagi britanskega Zakona o neprimernem oglaševanju iz leta 1889, ker v angleškem slengu beseda "bollocks" pomeni moda (organ), vendar je njihov odvetnik uspel dokazati, da ima beseda več pomenov in da je v naslovu albuma iz konteksta razvidno, da pomeni "nesmisel".  Predsedujoči zaslišanju je bil prisiljen zaključiti:
Kljub temu, da moji kolegi in jaz iskreno obsojamo vulgarno izkoriščanje najslabših instinktov človeške narave za doseganje dobička iz vaše strani in s strani vašega podjetja, vas moramo, z zadržki, oprostiti vsake izmed štirih obtožb.
Še intenzivnejše ogorčenje sta povzročili besedili skladb "God Save the Queen" in "Anarchy in the U.K." ter platnica singla "God Save the Queen". Člane skupine so napadli na ulicah, člani parlamenta pa so celo zahtevali, da se jih obesi pri londonskih izdajalskih vratih.
Johnny Rotten se v svojih besedilih loti Boga (No Feelings), političnih institucij (God Save The Queen) in podjetij (EMI). Bolj specifično se loti tudi vseh vrst eskapizma (Holiday in the Sun), od drog (New York), moralnih prevar (Liar), nedelavnosti (Seventeen) do intelektualne lenobe (Pretty Vacant). Resnično zaskrbljujoči Bodies pa skrči bistvo človečnosti do kosti. 

## Uspeh in vpliv
Naročil pred izdajo je bilo dovolj, da je album že ob izidu zasedel 1. mesto uradne britanske glasbene lestvice, v ZDA pa je debitiral na 106. mestu glasbene lestvice Billboard.
Vplivni kritiki obravnavajo album kot osrednji vpliv na punk rock in poznejše oblike popularne glasbe.
Leta 2006 je bil na NME izglasovan za 16. najboljši album vseh časov.

Leta 1987 ga je revija Rolling Stone imenovala za 2. najboljši album zadnjih 20 let, zaostal je le za Sgt. Pepper's Lonely Hearts Club Band skupine The Beatles. Ista revija ga je imenovala tudi za 41. najboljši album vseh časov. V intervjuju leta 2002 je  Charles M. Young, novinar revije Roling Stone, izjavil:
Never Mind The Bollocks je spremenil vse. Ničesar podobnega se ni pojavilo pred njim in pravzaprav ni bilo ničesar povsem podobnega po njem. Najbližje temu je najverjetneje bila Nirvana, na katere so Sex Pistols močno vplivali.
Leta 1997 je bil imenovan za 24. najboljši album vseh časov glede na anketo Music of the Millennium, ki so jo izvedli v Veliki Britaniji. 
Revija Q ga je leta 2005 uvrstila na 28. mesto lestvice "Najboljši albumi vseh časov".
Revija Kerrang! ga je uvrstila na prvo mesto seznama "50 najboljših punk albumov vseh časov".
Revija Time ga je leta 2006 uvrstila na seznam "100 najboljših albumov vseh časov"  Arhivirano 2007-11-09 na Wayback Machine..

## Seznam skladb
Sprva je album vseboval 11 skladb (Virgin V2086), preden si je skupina premislila in dodala še dvanajsto skladbo, "Submission". Pred spremembo je bilo že natisnjenih 50,000 izvodov, katerim se je dodal singl "Submission" kot brezplačen dodatek.

### Verzija z dvanajstimi skladbami
Vse pesmi je napisal in uglasbil kvartet Cook/Jones/Matlock/Rotten, razen "Bodies" in "Holiday in the Sun", ki pripadata kvartetu Cook/Jones/Rotten/Vicious.
| Stran 1 | Stran 1               | Stran 1 |
| Št.     | Naslov                | Dolžina |
| ------- | --------------------- | ------- |
| 1.      | „Holidays in the Sun‟ | 3:22    |
| 2.      | „Bodies‟              | 3:03    |
| 3.      | „No Feelings‟         | 2:51    |
| 4.      | „Liar‟                | 2:41    |
| 5.      | „God Save the Queen‟  | 3:19    |
| 6.      | „Problems‟            | 4:11    |

| Stran 2 | Stran 2             | Stran 2 |
| Št.     | Naslov              | Dolžina |
| ------- | ------------------- | ------- |
| 1.      | „Seventeen‟         | 2:02    |
| 2.      | „Anarchy in the UK‟ | 3:31    |
| 3.      | „Submission‟        | 4:12    |
| 4.      | „Pretty Vacant‟     | 3:18    |
| 5.      | „New York‟          | 3:05    |
| 6.      | „EMI‟               | 3:10    |

- Ameriška (Warner Bros. BSK3147) in kanadska (Warner Bros. KBS3147) izdaja imata zeleno in roza platnico in skladbi "God Save the Queen" in "Problems" zamenjan vrstni red.  [1]

## Zasedba
- Johnny Rotten - vokal
- Steve Jones - kitara in bas
- Paul Cook - bobni
- Glen Matlock - bas na skladbi "Anarchy in the U.K."